# Таран, Юрий Павлович
Юрий Павлович Таран (27 сентября 1958 — 24 мая 2014) — российский пилот-воздухоплаватель, чемпион России по воздухоплавательному спорту (1998), президент Федерации воздухоплавательного спорта России (2006–2011). Участник чемпионатов Европы, мира и Всемирных воздушных игр. 
Делегат от России в международной авиационной федерации (2004-2008). Кавалер медали авиаспорта Международной авиационной федерации (FAI), обладатель серебряного знака CIA FAI. Основатель воздухоплавательного клуба «Аэровальс».

## Биография
В 1998-1989 годах участвовал в создании первого теплового аэростата российского производства. Проектом занимались в Центре научно-технического творчества  молодежи (ЦНТТ) «Вектор» в Красногорске, которым руководил Таран. Итогом стало то, что в 1989 году был построен первый советский тепловой аэростат. Детали и узлы были изготовлены промышленным способом, и на него имелся полный комплект конструкторской документации.  В этом же году аэростат продемонстрировали публике на Тушинском аэродроме в Москве. Состоялся даже короткий свободный полет с посадкой в пределах аэродрома.
Юрий Таран один из первых пилотов теплового аэростата в Советском Союзе, им он стал в 1989 году после прохождения обучения в Польше. Через год получил удостоверение пилота-инструктора с номером 1 – IB 0001.
В 1990 году на базе Калужского летно-технического училища ДОСААФ (ныне не существующего) Юрий Таран и Леонид Заруцкий с привлечением сотрудников авиационной школы из Польши (руководителя, преподавателей и инструкторов) организовал первое в России обучение на тепловом аэростате. Выпускной экзамен в сентябре 1990 года принимала комиссия из Польского управления гражданской авиации и связи. По окончании обучения выдавалось польское свидетельство. Среди студентов первого выпуска Александр Таланов и Лев Маврин.
В 1992 году он первым из российских пилотов-спортсменов участвовал в международных соревнованиях. На 8-м Чемпионате Европы, проходившем во французском Бельфоре, воздухоплаватель занял 60 место из 70. В 1997 вместе с Валерием Латыповым представлял Россию на 1-х Всемирных воздушных играх в Каппадокии. За сборную России по воздухоплавательному спорту в качестве спортсмена Юрий Таран выступал до 2003 года, затем был главным тренером команды.
Юрий Таран - первый пилот теплового аэростата, пролетевший на монгольфьере в небе над Великими Луками и первый спортивный директор международной Встречи воздухоплавателей в Великих Луках в 1996. Там же в 1998 году он выиграл Чемпионат России по воздухоплавательному спорту.
На посту президента Федерации воздухоплавания Юрий Таран активно привлекал к полетам молодежь, с его подачи воздухоплаванием занялись Иван Меняйло и Михаил Летуновский.

## Память
Авиационный учебный центр «Аэровальс», находящийся в городе Дмитрове носит почетное имя Юрия Павловича Тарана. 
С 2019 года в память о пилоте в рамках соревнований воздухоплавательного фестиваля "Город на ладони" в Клину разыгрывается специальный приз "Звезда Юрия Тарана".
| Год  | Победитель      |
| ---- | --------------- |
| 2019 | Денис Володин   |
| 2021 | Сергей Чинёнов  |
| 2022 | Сергей Чинёнов  |
| 2023 | Сергей Чинёнов  |
| 2024 | Михаил Марин    |
| 2025 | Валерия Ломтева |